# Reichsbank

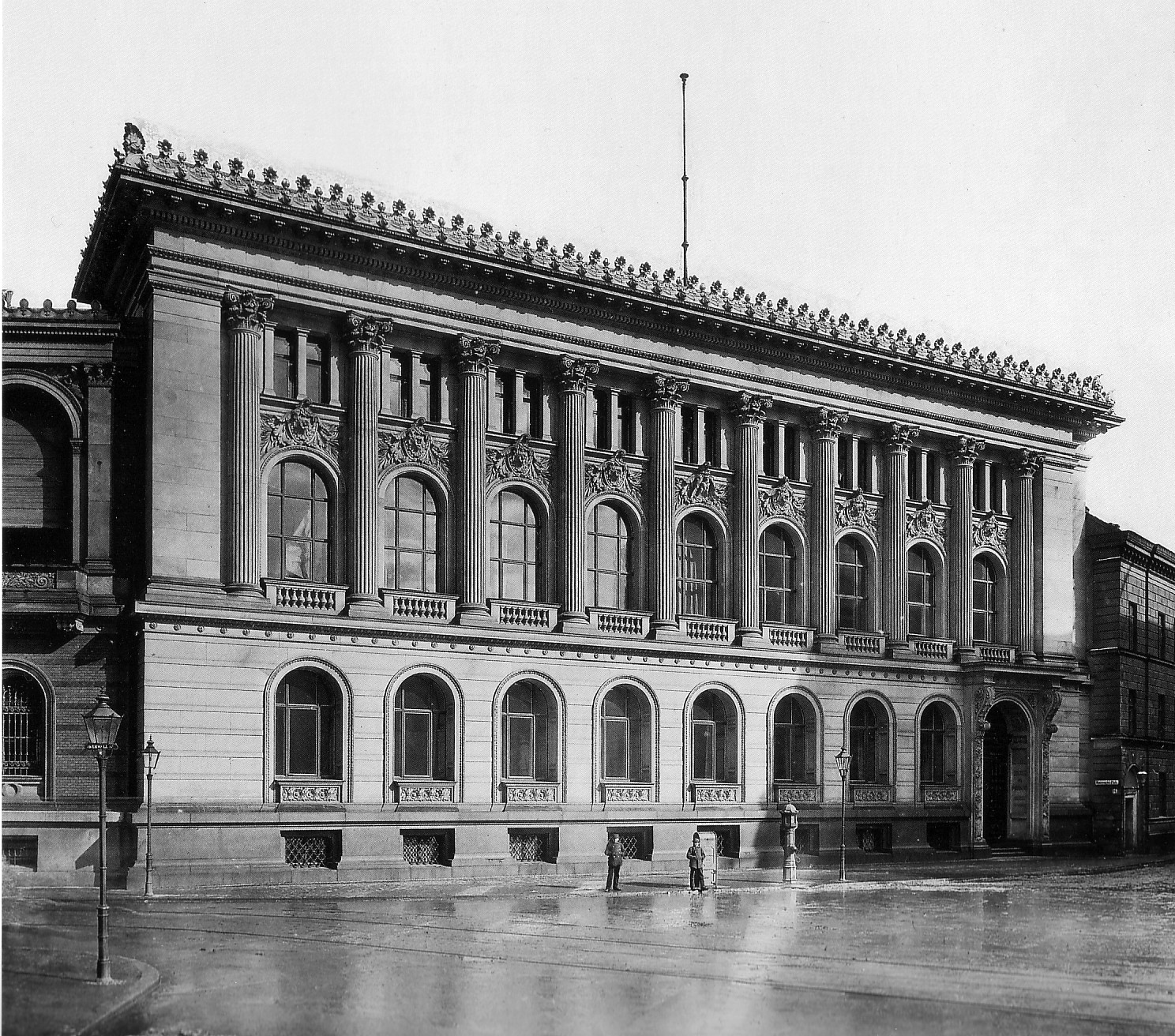
Sede central del Reichsbank en Berlín, 1902.

El Reichsbank fue el banco central de Alemania entre 1876 y 1945. Fue creado tras la unificación de Alemania, como la principal entidad bancaria central para todo el territorio alemán. Tuvo un destacado papel durante el periodo de la hiperinflación. En 1939 las autoridades nazis lo renombraron Deutsche Reichsbank. Desapareció al final de la Segunda Guerra Mundial, tras la caída de la Alemania nazi.

## Historia

### Fundación y primera época
El Reichsbank fue fundado el 1 de enero de 1876, poco después del nacimiento del Imperio Alemán en 1871. Originalmente fue una entidad privada controlada por el Banco central de Prusia, bajo estrecha supervisión del Gobierno del Reich. El primer presidente de la nueva institución fue Hermann von Dechend. El capital social inicial del Reichsbank fue de 120 millones de marcos y originalmente el banco era propiedad de accionistas privados. Hasta la unificación de 1871, Alemania había tenido 31 bancos centrales (los conocidos como Notenbanken), y cada uno de los estados independientes poseía su propia moneda en circulación. En 1870 fue aprobada una ley general que prohibía la creación de más Bancos centrales, y en 1875, después de numerosos cambios y compromisos, un proyecto de Ley bancaria fue aprobada por el "Reichstag". A pesar de la creación del Reichsbank, cuatro de los antiguos Notenbanken (Baden, Baviera, Sajonia y Wurtemberg) continuaron existiendo hasta 1914.

### República de Weimar
Durante este período la historia del Reichsbank fue volátil. Hasta el comienzo de la Primera Guerra Mundial en 1914, el banco mantuvo una moneda muy estable denominada Goldmark. Pero los gastos bélicos provocaron una fuerte presión inflacionaria y el valor del marco alemán comenzó a decrecer rápidamente. La derrota de Alemania en 1918, la carga económica provocada por el pago de las reparaciones de guerra a los Aliados, y el descontento social acabaron culminando en la hiperinflación alemana de 1922-23. El marco oro, que antiguamente había estado respaldado por el oro, acabó derivando en el Papiermark, el cual no tenía respaldo alguno.
La Ley de Autonomía el 26 de agosto de 1922, que fue aprobada bajo presión de los Aliados, impidió el control del Reichsbank por parte del canciller, por lo que el banco solo dependería exclusivamente de su director. A partir del 30 de agosto de 1924 el Reichsbank quedó separado de la estructura del Gobierno del Reich. La elección del presidente del Reichsbank fue realizada por un Consejo General integrado por 14 miembros, entre ellos siete extranjeros: Reino Unido, Francia, Italia, EE. UU., Bélgica, Holanda y Suiza. Los representantes extranjeros no eran funcionarios de gobierno, aunque sí eran reconocidos expertos financieros.
Las reformas económicas que siguieron durante los siguientes años, al igual que el Plan Dawes de 1924, y la entrada en circulación de una nueva unidad monetaria, el Rentenmark, llevaron a una estabilización del sistema monetario alemán y también las perspectivas económicas de la República de Weimar. Una de las reformas clave consecuencia del Plan Dawes fue la reestructuración del Reichsbank como una institución independiente del Gobierno del Reich. El 30 de agosto de 1924, el Reichsbank comenzó a imprimir el Reichsmark (RM), que constituiría la moneda alemana en circulación hasta 1948.

### Tercer Reich

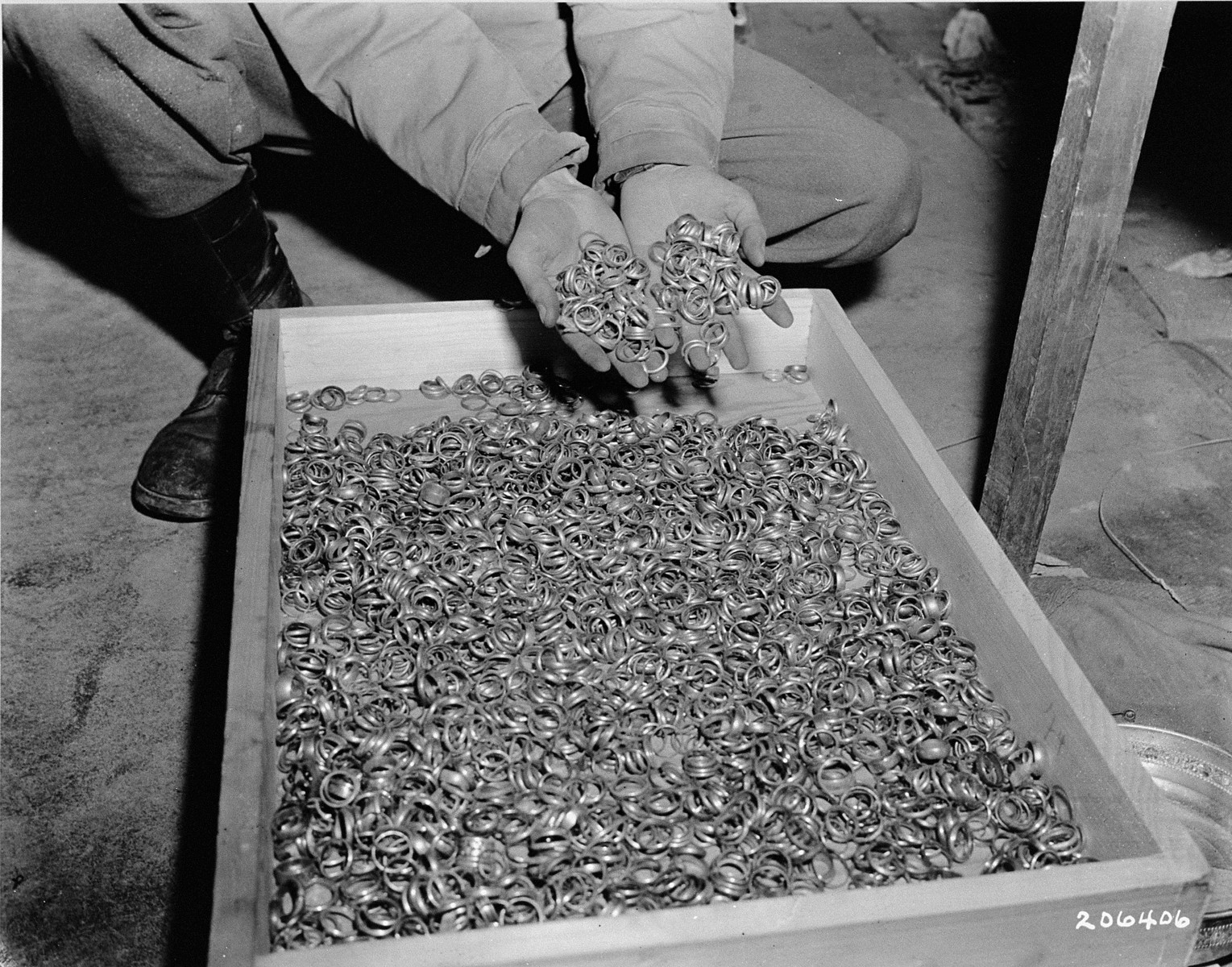
Anillos de oro confiscados por los nazis, en Buchenwald.

El ascenso al poder de Hitler en 1933 y el establecimiento de la Alemania nazi también afectaron al Reichsbank. En 1937 una ley restableció el control del Gobierno del Reich sobre el Reichsbank, y en 1939 éste fue renombrado como Deutsche Reichsbank y puesto bajo control directo de Adolf Hitler, con Walther Funk actuando como el último presidente del banco central, entre 1939 y 1945. Sin embargo, la realidad era que Hermann Göring se había hecho con el verdadero control del banco después de la dimisión de Hjalmar Schacht como Reichsminister de economía. El banco se benefició enormemente con la confiscación de las propiedades de muchas de las víctimas de los nazis, especialmente los judíos. Las propiedades personales como los anillos y dientes de oro eran confiscados en los campos de concentración y enviados al banco central para su reconversión como lingotes. La derrota de la Alemania nazi en mayo de 1945 significó también la disolución del Reichsbank, al igual que los ministerios y el resto de organismos del estado alemán. Después del final de la contienda, las reservas del Reichsbank desaparecieron sin dejar rastro.
Durante los Juicios de Núremberg, Funk sería juzgado y condenado por crímenes de guerra, en parte al haber integrado en el Reichsbank el dinero y propiedades robadas a los judíos y otras víctimas de los Campos de concentración nazis. Los dientes de oro extraídos a las víctimas asesinadas fueron encontrados en los depósitos de la Sede central de Berlín.
Durante los años de la posguerra las autoridades aliadas de ocupación (en el oeste, Reino Unido, Francia y los Estados Unidos; en el este, la Unión Soviética) se convirtieron en las responsables de la política monetaria alemana. Ejerciendo este rol, los Aliados continuaron empleando los Reichsmarks mientras el sistema bancario alemán era gradualmente restaurado. En 1948 el Reichsmark desapareció con la introducción del Deutsche Mark (DM) en el oeste y del Ostmark en el este. Después de 1949, en la Alemania occidental la política monetaria fue inicialmente ejercida por el Bank deutscher Länder, y posteriormente por el Deutsche Bundesbank. En la Alemania oriental este rol fue asumido por el Deutsche Notenbank, más tarde renombrado como Staatsbank der DDR o Banco Estatal de la República Democrática Alemana.

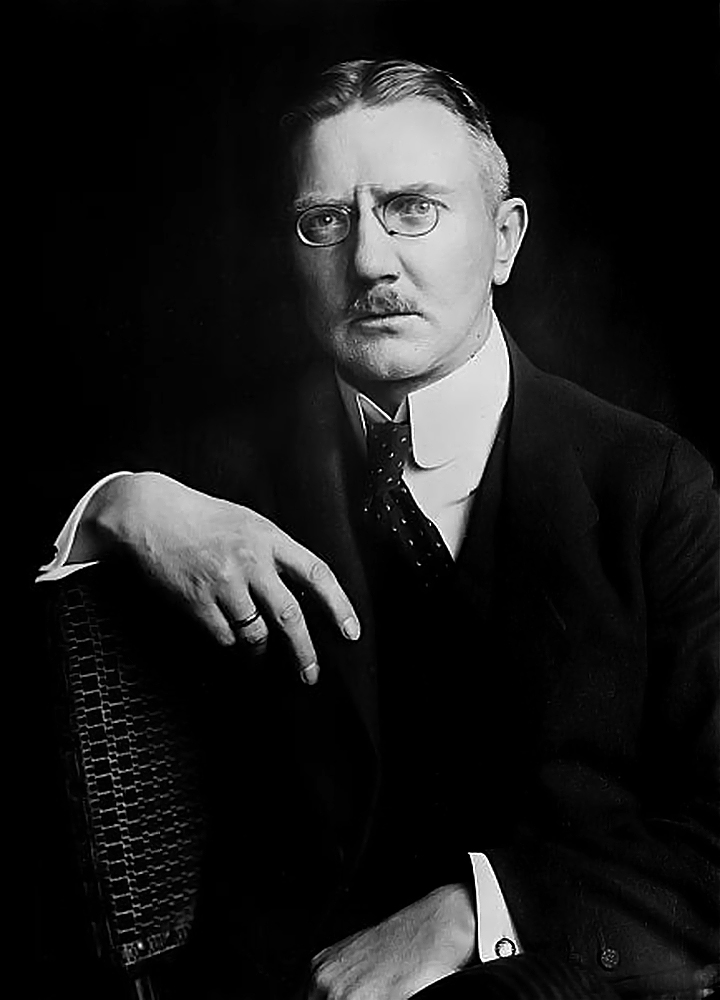
Hjalmar Schacht, Presidente del Reichsbank durante el nacionalsocialismo.

## Presidentes delReichsbank
|   | Nombre                  | Periodo                                      |
| - | ----------------------- | -------------------------------------------- |
| 1 | Hermann von Dechend     | 1876 - 1890                                  |
| 2 | Richard Koch            | 1890 - 1908                                  |
| 3 | Rudolf E. A. Havenstein | 1908 – 12 de noviembre de 1923               |
| 4 | Hjalmar Schacht         | 12 de noviembre de 1923 - 7 de marzo de 1931 |
| 5 | Hans Luther             | 7 de marzo de 1931 - 17 de marzo de 1933     |
| 6 | Hjalmar Schacht         | 17 de marzo de 1933 - 20 de enero de 1939    |
| 7 | Walther Funk            | 20 de enero de 1939 - 8 de mayo de 1945      |